# Trillium discolor
Trillium discolor е вид растение от семейство Melanthiaceae. Видът е световно застрашен, със статут Уязвим.

## Разпространение
Видът е разпространен в районите около река Савана в Грузия, Северна Каролина и Южна Каролина.

## Описание
Цветовете на Trillium discolor имат бледо жълти венчелистчета, които стоят изправени на мястото, където се свързват трите им листа.